# Puchar Polski w hokeju na lodzie 2023
Puchar Polski w hokeju na lodzie mężczyzn 2023 – 26. edycja rozgrywek o Puchar Polski.
Latem 2023 ogłoszono, że turniej odbędzie się w Krynicy-Zdroju. Do turnieju zakwalifikowały się cztery pierwsze drużyny w tabeli po dwóch rundach sezonu PHL 2023/2024. Transmisja z turnieju została zapewniona przez TVP Sport.

## Wyniki
Półfinały
| 28 grudnia 2023 | GKS Katowice | 1:2 pk. | JKH GKS Jastrzębie | Hala widowiskowo-sportowa, Krynica-Zdrój |

| Szczegóły      | Szczegóły | Szczegóły                 | Szczegóły | Szczegóły                                                                                             |
| -------------- | --- | ------------------------- | --- | --- |
| Godzina: 18:30 | (O. Iisakka) B. Sokay (EQ) 19:17 Rzuty karne: B. Sokay X M. Michalski V G. Pasiut X B. Fraszko V H. Olsson X | (1:0, 0:0, 0:1, 0:0, 2:3) | 65:00 (EQ) D. Paś (M. Kolusz – A. Kostek) 42:36 (SO) J. Ižacký Rzuty karne: X R. Špirko V E. Bagin V M. Kolusz V J. Ižacký | Widzów: 2250 Sędzia główny: Michał Baca Bartosz Kaczmarek Sędziowie liniowi: Michał Żak Andrzej Nenko |
| Godzina: 18:30 | 2 min. kar 36 strzałów |                           | 2 min. kar 28 strzałów | Widzów: 2250 Sędzia główny: Michał Baca Bartosz Kaczmarek Sędziowie liniowi: Michał Żak Andrzej Nenko |
| Godzina: 18:30 | Skład: Bramkarz 31. J. Murray 35. M. Kieler (nie grał) I piątka 3. N. Delmas, 12. M. Kruczek (A) 24. M. Bepierszcz, 18. G. Pasiut (C), 10. B. Fraszko II piątka 71. A. Varttinen, 8. S. Koponen 51. O. Iisakka, 81. J. Monto, 91. S. Hitosato III piątka 5. J. Wanacki (2), 27. R. Cook 95. H. Olsson, 59. B. Sokay, 20. S. Marklund IV piątka 23. D. Lebek 15. K. Maciaś, 17. M. Kowalczuk, 48. I. Smal, 88. M. Michalski Trener: Jacek Płachta |                           | Skład: Bramkarz 21. M. Miarka 88. J. Lackovič (nie grał) I piątka 16. A. Kostek (A), 4. P. Wajda 92. M. Urbanowicz (C), 14. D. Paś, 25. M. Kolusz (A) II piątka 17. K. Górny, 23. J. Hamilton 93. J. Ižacký, 98. D. Jarosz, 31. R. Špirko III piątka 39. O-P. Viinikainen (2), 76. E. Bagin 28. S. Kiełbicki, 26. F. Starzyński, 24. T. Rajamäki IV piątka 91. J. Martiška, 61. M. Zając 8. P. Pelaczyk, 11. R. Arrak, 20. Ł. Nalewajka Trener: Róbert Kaláber | Widzów: 2250 Sędzia główny: Michał Baca Bartosz Kaczmarek Sędziowie liniowi: Michał Żak Andrzej Nenko |

| 29 grudnia 2023 | KS Tauron Re-Plast Unia Oświęcim | 3:6 | GKS Tychy | Hala widowiskowo-sportowa, Krynica-Zdrój |

| Szczegóły      | Szczegóły | Szczegóły       | Szczegóły | Szczegóły |
| -------------- | --- | --------------- | --- | --- |
| Godzina: 17:30 | (S. Kowalówka – P. Bezuška) A. Denyskin (EQ) 11:40 (P. Bezuška – K. Sadłocha) M. Noworyta (EQ) 18:45 (D. Wanat – A. Prusak) K. Valtola (EQ) 36:55 | (2:0, 1:3, 0:3) | 32:15 (EQ) B. Jeziorski (F. Komorski – B. Ciura) 36:30 (EQ) W. Turkin (P. Padakin – M. Gościński) 37:50 (EQ) O. Kaskinen (J. Bukowski – A. Łyszczarczyk) 45:05 R. Galant (B. Pociecha – B. Ciura) 47:34 (PP) W. Turkin (C. Mroczkowski – B. Pociecha) 59:14 (EN) W. Turkin (M. Gościński – O. Kaskinen) | Widzów: 2380 Sędzia główny: Patryk Kasprzyk Przemysław Gabryszak Sędziowie liniowi: Michał Gerne Sławomir Szachniewicz |
| Godzina: 17:30 | 4 min. kar 27 strzałów |                 | 4 min. kar 33 strzały | Widzów: 2380 Sędzia główny: Patryk Kasprzyk Przemysław Gabryszak Sędziowie liniowi: Michał Gerne Sławomir Szachniewicz |

Finał
| 30 grudnia 2023 | GKS Tychy | 3:2 pd. | JKH GKS Jastrzębie | Hala widowiskowo-sportowa, Krynica-Zdrój |

| Szczegóły      | Szczegóły | Szczegóły            | Szczegóły                                                                        | Szczegóły |
| -------------- | --- | -------------------- | -------------------------------------------------------------------------------- | --- |
| Godzina: 17:30 | (A. Łyszczarczyk – B. Jeziorski) O. Kaskinen (EQ) 20:36 (O. Kaskinen) B. Jeziorski (PP) 35:28 (A. Łyszczarczyk – O. Jaśkiewicz) F. Komorski (PP) 61:49 | (0:0, 2:0, 0:2, 1:0) | 44:53 (EQ) R. Arrak (M. Zając) 45:17 (EQ) D. Paś (F. Starzyński – M. Urbanowicz) | Widzów: 2635 Sędzia główny: Michał Baca Bartosz Kaczmarek Sędziowie liniowi: Sławomir Szachniewicz (Toruń) Michał Gerne |
| Godzina: 17:30 | 8 min. kar |                      | 8 min. kar                                                                       | Widzów: 2635 Sędzia główny: Michał Baca Bartosz Kaczmarek Sędziowie liniowi: Sławomir Szachniewicz (Toruń) Michał Gerne |